# Halina Kwiatkowska
Halina Kwiatkowska właśc. Helena Królikiewiczówna (ur. 25 kwietnia 1921 w Bochni, zm. 12 listopada 2020 w Konstancinie-Jeziornie) – polska aktorka, pedagog.

## Życiorys
Koleżanka z lat szkolnych i studenckich Karola Wojtyły, z którym występowała na scenie szkolnej oraz Teatru Rapsodycznego. Związana na stałe ze scenami teatrów krakowskich. Zagrała 64 ważne role w spektaklach Mieczysława Kotlarczyka, Bronisława Dąbrowskiego, Władysława Krzemińskiego, Konrada Swinarskiego, Józefa Szajny, Jerzego Jarockiego, Zygmunta Hübnera. Artystka kabaretowa – grała na scenie kabaretu w Jamie Michalika. Pedagog w krakowskiej PWST. Autorka dramatów, słuchowisk radiowych oraz podręcznika dobrego zachowania. Autorka książki Porachunki z pamięcią, za którą otrzymała Nagrodę Krakowska Książka Miesiąca (marzec 2002). Była żoną pisarza Tadeusza Kwiatkowskiego.
7 listopada 2007, podczas uroczystości w Państwowej Wyższej Szkole Teatralnej im. Ludwika Solskiego w Krakowie odebrała nadany przez ministra kultury i dziedzictwa narodowego Kazimierza Michała Ujazdowskiego Złoty Medal „Zasłużony Kulturze Gloria Artis”.
Artystka działała na rzecz swojego środowiska w Związku Artystów Scen Polskich. Była we władzach Stowarzyszenia, w Głównym Sądzie Koleżeńskim.
30 listopada 2020 urna z prochami aktorki spoczęła w kolumbarium Alei Zasłużonych na Cmentarzu wojskowym przy ul. Prandoty w Krakowie (kwatera CIX-mur II-3).

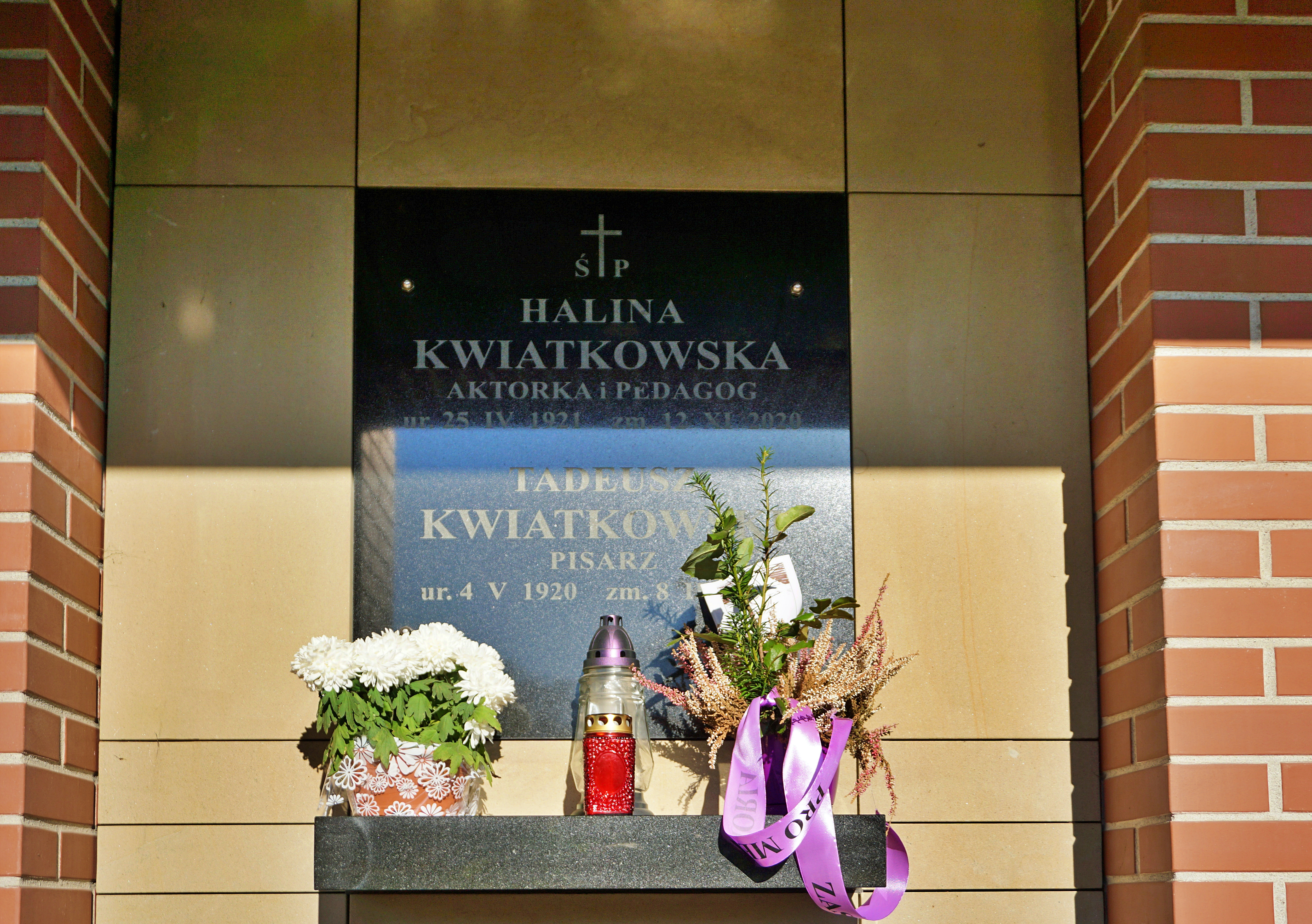
Grób Haliny Kwiatkowskiej na cmentarzu wojskowym przy ul. Prandoty w Krakowie

## Filmografia
- 1958 – Popiół i diament jako pułkownikowa Katarzyna Staniewiczowa, szwagierka Szczuki
- 1968 – Lalka jako Krzeszowska
- 1971 – Wiktoryna, czyli czy pan pochodzi z Beauvais? jako rozmówczyni Piotra na obiedzie
- 1978 – 07 zgłoś się jako Amerykanka na przejściu granicznym (odc. 6)
- 1980 – Z biegiem lat, z biegiem dni... (odc. 3)
- 1987 – Śmierć Johna L.
- 1988 – Oszołomienie
- 1996 – Opowieść o Józefie Szwejku i jego drodze na front jako baronowa (odcinek 1)
- 2004 – Karol. Człowiek, który został papieżem jako stara kobieta
- 2007 – A na koniec przyszli turyści jako Zofia Krzemińska, siostra Stanisława

## Odznaczenia
- Medal 10-lecia Polski Ludowej (28 stycznia 1955)[7]
- Złoty Medal „Zasłużony Kulturze Gloria Artis” (30 października 2007)[8],
- Odznaka Prezydenta Krakowa „Honoris Gratia” (2011),
- Medal 100-lecia ZASP-SPATiF (2018)[9].

## Nagrody
- Nagroda Krakowska Książka Miesiąca (marzec 2002)
- Nagroda Honorowa Fundacji Kultury Polskiej za rok 2008[10]